# Dulce Quintana
Dulce María Quintana Giménez (Asunción, Paraguay; 6 de febrero de 1989) es una futbolista paraguaya. Juega de defensa y su equipo actual es el Racing Power FC del Campeonato Nacional II de Portugal. Es internacional absoluta por la selección de Paraguay desde 2006.

## Trayectoria
Quintana comenzó su carrera en el Club Libertad de su país, y tras pasos en el fútbol chileno y brasileño, en enero de 2017 fichó en el Espanyol de la Primera División de España.
En julio de 2021, se incorporó al AEM.

## Selección nacional
A nivel juvenil, Quintana disputó los Campeonato Sudamericano Femenino de Fútbol Sub-20 de 2006 y 2008.
Con la selección de Paraguay fue citada a la Copa América Femenina de 2006, 2010, 2014 y 2022, y a los Juegos Panamericanos de 2019.

## Clubes
| Club                    | País     | Año           |
| ----------------------- | -------- | ------------- |
| Club Libertad           | Paraguay | 2003-2006     |
| CD Universidad Católica | Paraguay | 2007          |
| Universidad Autónoma    | Paraguay | 2008-2009     |
| Everton de Viña del Mar | Chile    | 2010          |
| Universidad Autónoma    | Paraguay | 2011-2012     |
| Foz Cataratas           | Brasil   | 2013-2014     |
| São Paulo FC            | Brasil   | 2015          |
| XV de Piracicaba        | Brasil   | 2016          |
| Iranduba                | Brasil   | 2016          |
| Sportivo Limpeño        | Paraguay | 2016          |
| Espanyol                | España   | 2017-2021     |
| AEM                     | España   | 2021-2022     |
| Racing Power FC         | Portugal | 2022-presente |

## Palmarés

### Títulos nacionales
| Título               | Club                 | País     | Año  |
| -------------------- | -------------------- | -------- | ---- |
| Campeonato Paraguayo | Universidad Autónoma | Paraguay | 2008 |
| Campeonato Paraguayo | Universidad Autónoma | Paraguay | 2009 |
| Campeonato Paraguayo | Universidad Autónoma | Paraguay | 2011 |

### Títulos internacionales
| Título                     | Equipo           | Sede    | Año  |
| -------------------------- | ---------------- | ------- | ---- |
| Copa Libertadores Femenina | Sportivo Limpeño | Uruguay | 2016 |